# Ivan Kolco
Ivan Jurjevič Kolco (rusky Иван Юрьевич Кольцо, ? - 1583) byl volžský kozák, který v roce 1582 spolu s Jermakem Timofějevičem v bitvě na Čuvašově mysu porazil Kučuma, čímž bylo zahájeno ruské dobývání Sibiře.

## Životopis
Ivan Kolco se v mládí živil trestnou činností, když přepadal a olupoval v povodí Volhy Krymské Tatary. V roce 1579 oloupil a povraždil vyslance Nogajské hordy a následující rok společně s kozáky vedené Jermakem Timofějevičem dobyl a zcela vyplenil hlavní město Nogajské hordy, Sarajdžik. Za toto vyplenění i útok na vyslance odsoudil car Ivan IV. Hrozný Ivana Kolce i Jermaka Timofějeviče v nepřítomnosti k trestu smrti. Oba aktéři před trestem uprchli do služeb rodiny Stroganovů, která je v červenci 1580 vyslala spolu s donskými kozáky a dalšími ozbrojenci dobýt Sibiřský chanát. Vedením vojska byl pověřen Jermak Timofějevič, který spolu s Ivanem Kolcem roku 1582 v bitvě na Čuvašově mysu porazil vojska chána Kučuma a 26. října 1582 vstoupil s ostatními kozáky do hlavního města chanátu, Iskaru zvaného též Kašlyk. Ivan Kolco se zúčastnil mnoha dalších bitev, čímž významně přispěl k dobytí Sibiřského chanátu.
Po dobytí Kašlyku Jermak Timofějevič vyslal Ivana Kolce s vybraným jasakem do Moskvy. Ten byl v Moskvě přijat samotným carem, před nímž poklekl a předal mu petici kozáků s žádostí o odpuštění trestů smrti s přihlédnutím k jejich službě a zásluhám na dobytí Sibiře ve prospěch Ruského carství. Zároveň carovi nabídl vládu nad Sibiří a připojil žádost o vyslání ruského guvernéra na Sibiř, za což požadoval milost pro sebe i ostatní kozáky. Car přijal Ivana Kolce i jeho doprovod laskavě, dával všem dary, v katedrálním kostele se sloužila modlitební služba, peníze se rozdávaly chudým. Veškerý čas kozáků strávený v Moskvě byl placen ze státní pokladny.
Ivan Kolco nakonec carskou milost získal, byl přijat zpět do služby, přitom mu byly předány carské dary a vyplacena atamanská mzda za roky strávené v nemilosti. Také od cara získal povolení přestěhovat se do okolí Tobolsku, k tomu dostal 300 kozáckých lučištníků a pravoslavné kněze, kteří v Tobolsku měli šířit křesťanství.
Dne 10. září 1583 byl Jermakem Timofějevičem vyslán v čele 40 kozáků k ochraně tatarského šlechtice, který se obával Nogajců, ale jednalo se o léčku, které Tataři využili a celou kozáckou skupinou zákeřně povraždili. Během tohoto přepadení byl zavražděn i Ivan Kolco.

## Odkaz v kultuře
- Román Kníže Stříbrný (1863, česky 1913) je historickou biografií Ivana Kolco od Alexeje Konstantinoviče Tolstoje.
- V historickém románu Jermak (1941) sovětského spisovatele Teodora Grice je jednou z hlavních postav Ivan Kolco.
- Ivan Kolco je jednou z hlavních postav románu S Jermakem na Sibiři (1929) ruského spisovatele a generála Petra Nikolajeviče Krasnova.
- Ve filmu Car Ivan Hrozný (1991) hraje Alexandr Solovjov náčelníka loupeživých kozáků Váňu Prstena, což mělo být jméno Ivana Kolce, pod kterým byl znám z dob svého loupeživého řádění na Volze.